# 裕华街道 (保定市)
裕华街道，是中华人民共和国河北省保定市莲池区下辖的一个乡镇级行政单位。

## 行政区划
裕华街道下辖以下地区：
二中社区、莲池社区、力高社区、环南社区和裕华园社区。